# Barry Harris at the Jazz Workshop
Barry Harris at the Jazz Workshop — концертний альбом американського джазового піаніста Баррі Гарріса, випущений у 1960 році лейблом Riverside.

## Про альбом
На другому альбомі в якості соліста піаніст Баррі Гарріс (свою першу сесію записав на Argo у 1958 році), якому на той момент було 30 років, грає у тому ж самому стилі боп, як і упродовж всієї кар'єри. Тут він грає з басистом Семом Джонсом і ударником Луї Гейзом під час концертних виступів 15 і 16 травня 1960 року у відомому клубі «The Jazz Workshop» в Сан-Франциско. Тріо виконує 8 композицій, серед яких кавер-версії «Is You Is or Is You Ain't My Baby» Луї Джордана, «Moose the Mooche» Чарлі Паркера і «Woody 'n You» Діззі Гіллеспі.

## Реакція критиків
Оглядач AllMusic Скотт Яноу в своїй рецензії поставив альбому оцінку 4 з 5, відзначивши «що найбільше на цьому сеті (який також включає три маловідомі власні композиції піаніста) виділяються «Is You Is or Is You Ain't My Baby», «Moose the Mooche» і «Woody 'n You».

## Список композицій
1. «Is You Is or Is You Ain't My Baby» (Білл Остін, Луї Джордан) — 8:32
2. «Curtain Call» (Баррі Гарріс) — 3:45
3. «Star Eyes» (Джин ДеПол, Дон Рей) — 4:42
4. «Moose the Mooche» (Чарлі Паркер) — 6:13
5. «Lolita» (Баррі Гарріс) — 3:59
6. «Morning Coffee» (Баррі Гарріс) — 4:52
7. «Don't Blame Me» (Джиммі Макгафф, Дороті Філдс) — 5:08
8. «Woody 'n You» (Діззі Гіллеспі) — 4:43

## Учасники запису
- Баррі Гарріс — фортепіано;
- Сем Джонс — контрабас;
- Луї Гейз — ударні.

Технічний персонал
- Оррін Кіпньюз — продюсер, текст.